# Michael Zittel

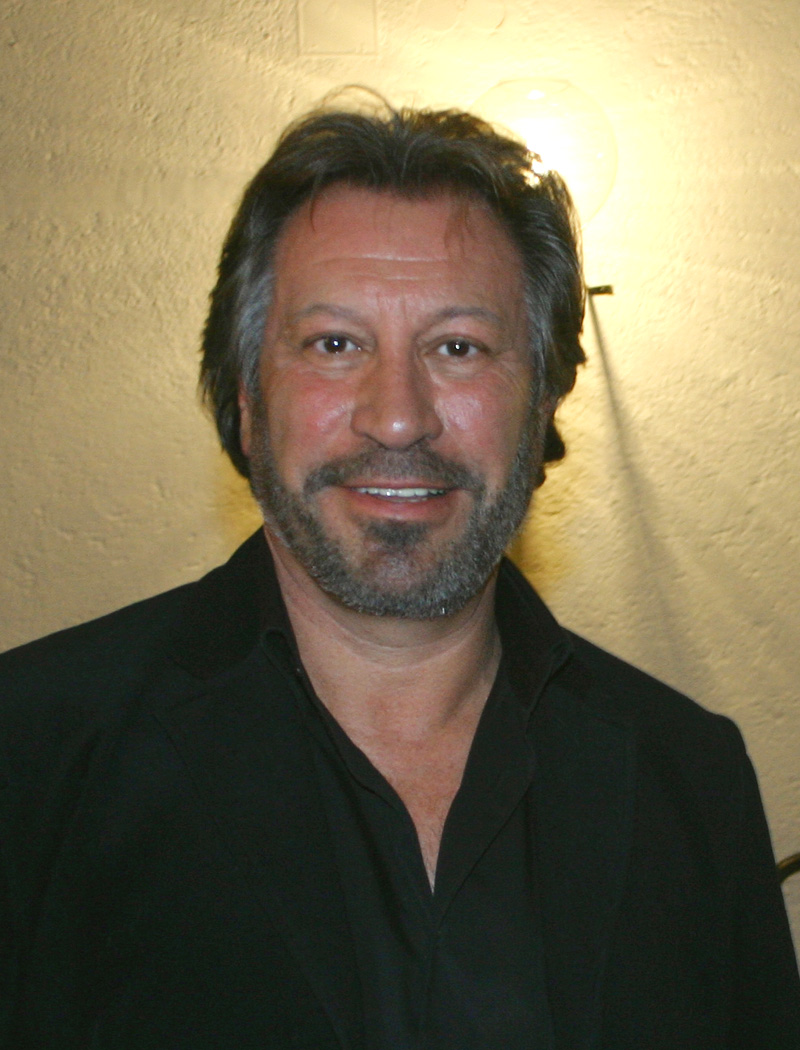
Michael Zittel (2007)

Michael Max Zittel (* 9. Februar 1951 in Mosbach) ist ein deutscher Schauspieler.

## Leben
Michael Zittel kam 1951 als Sohn eines Arztes und einer Hausfrau in Mosbach zur Welt. Als Jugendlicher fand er den Weg zur Bühne und wirkte in der Theatergruppe seiner Schule mit. Nach dem Abitur studierte er auf Wunsch seiner Eltern zunächst einige Semester Medizin, bevor er seinen Berufswunsch verwirklichte und bei Irene Haller in Heidelberg eine Schauspielausbildung absolvierte. Seither hat er Rollen in verschiedenen Fernsehserien übernommen. Als Bauer und Gärtner Johann Gruber spielte er von Oktober 2006 bis September 2009 in über 500 Folgen in der ARD-Telenovela Sturm der Liebe mit.
Neben seiner schauspielerischen Tätigkeit betreibt er seit 2003 den Flagshipstore der italienischen Designer-Möbelmarke Kartell in München. 
Michael Zittel wohnt mit seiner Frau Gabriele und den gemeinsamen drei Kindern in München. Der Schauspieler Ken Duken ist sein Neffe.

## Filmografie
- 1989–2010: SOKO München (Fernsehserie, 3 Folgen, verschiedene Rollen)
- 1991–1997: Derrick (Fernsehserie, 5 Folgen, verschiedene Rollen)
- 1991: Sag mal Aah!
- 1992–2006: Der Alte (Fernsehserie, 14 Folgen, verschiedene Rollen)
- 1994–1995: Die Wache (Fernsehserie, 41 Folgen)
- 1995: Die einzige Zeugin
- 1996: Ein starkes Team: Mörderisches Wiedersehen (Fernsehreihe)
- 1997–2003: Forsthaus Falkenau (Fernsehserie, 2 Folgen, verschiedene Rollen)
- 1997: Dr. Stefan Frank – Der Arzt, dem die Frauen vertrauen (Fernsehserie, 1 Folge)
- 1998–2005: Siska (Fernsehserie, 7 Folgen, verschiedene Rollen)
- 1998: Gigolo – Bei Anruf Liebe
- 1998: Gegen den Wind (Fernsehserie, 1 Folge)
- 1998: Dr. Sommerfeld – Neues vom Bülowbogen (Fernsehserie, 4 Folgen, verschiedene Rollen)
- 1998: Alphateam – Die Lebensretter im OP (Fernsehserie, 1 Folge)
- 1999: Tatort – Norbert (Fernsehreihe)
- 1999: Der Fahnder (Fernsehserie, 1 Folge)
- 1999: Ein Fall für zwei (Fernsehserie, 1 Folge)
- 2000: Alarm für Cobra 11 – Die Autobahnpolizei (Fernsehserie, 1 Folge)
- 2000: Der Clown (Fernsehserie, 2 Folgen)
- 2001: Im Namen des Gesetzes (Fernsehserie, 1 Folge)
- 2001: Alle meine Töchter (Fernsehserie, 3 Folgen)
- 2002–2010: Die Rosenheim-Cops (Fernsehserie, 3 Folgen, verschiedene Rollen)
- 2005: Küstenwache (Fernsehserie, 1 Folge)
- 2006: Eine Liebe am Gardasee
- 2006: Wellenritt (Kurzfilm)
- 2006–2009: Sturm der Liebe (Fernsehserie, 528 Folgen)
- 2007: Tatort: Der Finger
- 2008: Das Musikhotel am Wolfgangsee
- 2009: SOKO Kitzbühel (Fernsehserie, 1 Folge)
- 2010: In aller Freundschaft (Fernsehserie, 2 Folgen)
- 2010: Geschichten aus den Bergen (Fernsehreihe, 2 Folgen)
- 2011–2019: Hubert ohne Staller (Fernsehserie, 2 Folgen, verschiedene Rollen)
- 2014: Kreuzfahrt ins Glück – Hochzeitsreise nach Barcelona (Fernsehreihe)
- 2016: Hammer & Sichl (Fernsehserie, 2 Folgen)
- 2019: Polizeiruf 110: Die Lüge, die wir Zukunft nennen (Fernsehreihe)
- 2020–2023: Aktenzeichen XY … ungelöst (Fernsehreihe, 2 Folgen, verschiedene Rollen)
- 2023: Langer Langer Kuss (Kurzfilm)

## Theater (Auswahl)
- Das Geld liegt auf der Bank
- Laura
- Lissabonner Traviata
- Gerüchte?Gerüchte
- Lorbeeren für Herrn Schütz
- Schöne Familie
- Die Räuber
- Bericht für eine Akademie (Kafka)